# Кораловопръста литория
Кораловопръста литория (Litoria caerulea) е вид земноводно от семейство Дървесници (Hylidae).

## Разпространение
Видът е разпространен в Австралия, Индонезия и Папуа Нова Гвинея.